# Torbikowate
Torbikowate, beztorbikowate (Microbiotheriidae) – rodzina południowoamerykańskich ssaków z rzędu torbikowców (Microbiotheria). Zwierzęta te przypominają bardzo dydelfy, z którymi są prawdopodobnie blisko spokrewnione.

## Zasięg występowania
Rodzina obejmuje jeden gatunek występujący w Chile i zachodniej Argentynie.

## Systematyka
Rodzina obejmuje jeden występujący współcześnie rodzaj:
- Dromiciops O. Thomas, 1894 – torbik

Opisano również rodzaje wymarłe:
- Clenia Ameghino, 1904[10]
- Eomicrobiotherium Marshall, 1982[11]
- Ideodelphys Ameghino, 1902[12]
- Kirutherium Goin & Candela, 2004[13]
- Marambiotherium Goin, Case, Woodburne, Vizcaíno & Reguero, 1999[14]
- Microbiotherium Ameghino, 1887[1]
- Mirandatherium Paula Couto, 1952[15]
- Oligobiotherium Ameghino, 1902[16]
- Pachybiotherium Ameghino, 1902[17]